# Phorbas tenuis
Phorbas tenuis är en svampdjursart som först beskrevs av Cuartas 1992.  Phorbas tenuis ingår i släktet Phorbas och familjen Hymedesmiidae. Inga underarter finns listade i Catalogue of Life.